# حادثة منى 2001
حادثة تدافع منى عام 2001 هو حادث تدافع بمنى خلال رمي الجمرات أثناء موسم الحج عام 2001. أسفر الحادث عن مقتل 35 حاجا وإصابة عدد كبير بجروح طفيفة.